# John Wood de Oudere

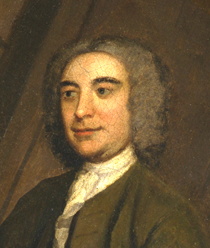
John Wood

John Wood de Oudere (Bath, 26 augustus 1704 - Bath, 23 mei 1754) was een Brits architect. John Wood de Oudere is voornamelijk bekend geworden door zijn grote aantal realisaties en stedelijke interventies in het Engelse Bath. De naam Wood is onlosmakelijk verbonden met Bath. Zijn zoon, John Wood de Jongere, was eveneens een architect.

## Werken

### Architecturale realisaties
- 1722: aanleg tuinen van Robert Benson.
- 1727: leiding over verdere bouw van de St John's Hospital.
- 1728: begin aanleg Queen Square, tot 1736.
- 1734: Prior Park.
- 1734: aanvang renovatie van de Llandaff Cathedral in S. Glamorgan, Wales, tot 1752.
- 1754: aanvang bouw van The Circus, zijn meesterwerk.

### Publicaties
- 1725: voorstelling van visionaire plannen voor Bath.
- 1741: The Origin of Building
- 1749: Choir Gaure
- 1749: An Essay towards the Description of the city of Bath
- 1750: A dissertation upon the Order of Columns

Woods geschreven werk werd door zijn landgenoten als veel te theoretisch ervaren. Architecten konden er geen praktische informatie voor hun ontwerpproblemen uit halen en de werken waren te architecturaal voor historici. Zijn Origin of Building past hij tevergeefs meerdere malen aan en Wood herpubliceert het werk in 1750 onder een andere naam.

## Het leven van John Wood

### Context
Bath stond bekend als een kleine stad die afhankelijk was van de wolindustrie en tevens bekendstond om zijn wateren. Deze wateren werden opgemerkt door royal health-seekers en een deel van de Londense gemeenschap die op zoek waren naar een zomers verblijf voor vermaak. Rond 1720 is de sociale reputatie van Bath al aanzienlijk gestegen. Los van de typische landelijke architectuur begint Bath hier en daar uitbreidingen te krijgen die niet meer behoren tot de gemiddelde landelijke architectuur. Een van de vroegste en meest belangrijke toevoegingen was een huis in Abbey Church Yard (1720) welke de façade van Inigo Jones in Lincoln’s Inn Fields imiteert. De grote expansie van Bath begon echter in 1725.

### Biografie
Als zoon van een bouwer uit Bath genoot John Wood een opleiding als handelaar. In 1720 deed hij praktische ervaring op bij grote projecten (o.a. de tuinen van Robert Benson), waarvan de schaal van deze projecten later invloed zal hebben op zijn ambities.
Optimistisch over de vooruitzichten over Bath als kuuroord begint Wood in 1727 plannen te tekenen voor de delen van de stad waar zijn naam voor eeuwig aan verbonden zou zijn. Het is moeilijk voor ogen te hebben wat zijn precieze bedoelingen waren in die tijd aangezien deze enkel gekend zijn door een paar regels in zijn boek over Bath. De plannen kwamen niet tot stand in Bath zelf, maar in Yorkshire, waar hij de steun genoot van Lord Bingley. Het huis van Lord Bingley in Bramham was gebouwd in 1710, mogelijk door Giacomo Leoni. Er is bewijs dat Wood al vroeg was geassocieerd met deze architect. Wood is bezig geweest met de indeling van de tuinen (in de stijl van André Le Nôtre) in Bramham. In 1725 tot 1727 verbleef John Wood voornamelijk in London waar hij werkte voor Hertog van Chandos. Hij werkt er aan Cavendish Square en mogelijk ook aan de bouwwerken op het landgoed van Grosvenor. Het was in London waar Wood twee landeigenaars van Bath aansprak met zijn ontwikkelingsplannen. Robert Gay accepteerde zijn voorstel en nam hem in dienst. Tegelijkertijd was hij bezig aan een hospitaal voor Humphrey Thayer en aan de wederopbouw in Bath voor de Hertog van Chandos.
In 1727 verhuisde Wood naar Bath en leefde daar 27 jaar tot zijn dood. Al gauw was hij niet enkel een architect en bouwer, maar ook lease-houder van een groot stuk van Gay’s land. Omdat hij niet samen met de landeigenaars aan de slag kon, financierde hij op eigen kracht het bouwen van Queen Square (1729-36). Hier geeft Wood een rij stadswoningen het zicht van een paleis. Wood heeft zich vooral gebaseerd op Inigo Jones’s Covent Garden Piazza in Londen en, naar alle waarschijnlijkheid, op zijn eigen reconstructie van een Romeins kamp in Bath. In het kader van Woods Londense ervaring, is het niet verrassend dat men Queens Square als concept meteen kan koppelen aan de Londense landgoederen van die tijd. Woods eerste werk in Bath kan dan ook gezien worden als een direct gevolg van de architecturale experimenten in London.
Uit Woods Origin of Building kwam het idee om Bath uit te breiden in de voetsporen van zijn Romeinse voetganger. Hoewel de wetenschappelijke bewijzen voor de Romeinse precedenten van Bath pas na de dood van Wood naar voren kwamen, had Wood al sterke aanwijzingen voor dit feit. Woods architectuurtheoretische opvattingen (zie verder) verklaren waarom Wood zo begaan was met de Romeinse voorgangers. In den beginne toonde God de wetten van de architecturale proporties en symboliek aan de Joden. Zoals Wood uiteenzet in Origin of Building pleegden de Grieken en de Romeinen plagiaat door deze bouwkunst over te nemen. Het feit dat Bath Romeinse voorgangers heeft volgens Wood laadt de hele plek op met symboliek. Uiteindelijk verschuift Woods theorie richting de druïden: zij zouden nog dichter bij de oorsprong van de architectuur (en dus God) staan.
In Bath was Wood toentertijd er dan ook van overtuigd om in Romeinse stijl verder te bouwen met monumenten zoals het Circus en het Forum. Het Forum werd niet afgewerkt naar zijn plannen. Zoals het zich heden ten dage in het stadsbeeld toont is het een compositie die zich boven de volkstuinen en paden bevindt. Waar het Forum tekortkwam, kon het Circus niet vollediger uitgevoerd worden. Het Circus was oorspronkelijk bedoeld als een plek voor het tentoonstellen van sportactiviteiten, wat onuitvoerbaar bleek te zijn in de 18de eeuw. Het werd enkel uitvoerbaar als hij het omvormde tot het concept van rijtjeshuizen welke als een groot monumentaal geheel behandeld worden (zie Grosvenor Square en Queen Square). Over het ontstaan van het monumentale en het typische gekromde gevelvlak bestaan onduidelijkheden. Sommigen beweren dat Wood zich baseerde op het Romeinse Colosseum, anderen beweren dat het Stonehenge was waar de inspiratie vandaan kwam. Zo zou de binnenstraal van het Circus zijn gelijk aan de buitenstraal van Stonehenge. Een gelijkaardige redenering gaat op voor het Colosseum.

## Stijl en concept
Het werk van John Wood valt onder het Engelse Palladianisme, een vorm van Neoclassicisme. Velen geloven dat de iconen en elementen die Wood aanwendde in zijn ontwerpen getuigen van vrijmetselarij of maçonnerie wat veel mensen ertoe heeft geleid te stellen dat Wood deel uitmaakte van deze organisatie. Tot op heden is hiervoor nog geen bewijs geleverd.

### God of Vitruvius?
Woods werk is doordrenkt van religieuze symboliek. Het feit dat hij zijn ontwerpen betekenis gaf aan de hand van Bijbelse elementen getuigt van de volgende twee zaken. Ten eerste interpreteerde Wood de Bijbel letterlijk. Ten tweede geloofde Wood in een alomvattende aanwezigheid en in de oneindige mogelijkheden van God.
Woods obsessie om alles terug te leiden naar God zet hem lijnrecht tegenover het gros van zijn tijdgenoten. Woods werk getuigt niet van de haast slaafse imitatie van Vitruvius en de aanvullingen hierop. Hij opteert voor een terugkeer naar de pure oorsprong van de architectuur. Deze tendens vindt zijn oorsprong in Frankrijk, waar de discussie bekendstaat als de Querelle des Anciens et Modernes (‘meningsverschil tussen de conservatieven en de modernen’). De anciens willen een universeel systeem ontdekken aan de hand van ruïnes en gebouwen uit de Oudheid of geïnspireerd op de Oudheid. De modernes hebben een veel meer relativistische kijk: ze erkennen fouten en onvolkomenheden in de bouwkunst. De gebouwen die na de Oudheid tot stand zijn gekomen laten zij links liggen. Ze willen de zuivere oorsprong analyseren - wetend dat deze oorsprong niet meer volledig is - en hier regels uit afleiden.
Dit debat wordt in Frankrijk onder andere gevoerd tussen Claude Perrault en François Blondel, de directeur van de Académie Royale d’Architecture. In Perraults vertaling van Vitruvius neemt hij het in zijn voetnoten op voor de modernes. Blondel publiceert op zijn beurt zijn Cours d’Architecture enseigné à l’Academie Royale d’Architecture (1675).
Antoine Desgodets wordt door Blondel naar Rome gestuurd om alle monumenten en gebouwen volgens de goede regels op te meten om het standpunt van de anciens te verstevigen. Desgodets probeert een universeel systeem te synthetiseren waar hij in faalt: alle gebouwen volgen fundamenteel verschillende regels.

### Toepassing
Wood deelt zijn mening met die van de modernes, maar verbindt de zuivere oorsprong niet aan de perfecte regels die voortvloeien uit overblijfselen van de Oudheid. Hij begint ook materiaal uit de Oudheid te verzamelen maar interpreteert deze via de Bijbel en God. Dit maakt hem fundamenteel verschillend van zijn Franse tijdgenoten. Het zorgt er tevens voor dat zijn werk opgeladen wordt met religieuze betekenis (het doel hiervan wordt uitgelegd onder het kopje ‘Architectuurtheoretische opvattingen’). In dit kader begint Wood Stonehenge op te meten. Zijn Choir Gaure uit 1740 heeft ons een van de meest belangrijke plannen van Stonehenge opgeleverd. Wood maakte veel preciezere opmetingen dan zijn tijdgenoot Stukeley. De opmetingen hebben een immense archeologische impact gehad: Wood produceerde uiterst precieze opmetingen juist vijftig jaar voor de val van het Westerse trilithon.

## Architectuurtheoretische opvattingen

### Algemeen
Zoals velen voor hem heeft John Wood zich beziggehouden met wat 'goede architectuur' is. Het centrale thema in Woods werk is betekenis. Goede architectuur profileert zich via religieuze betekenis.
Wood stelt, zoals de meesten van zijn tijd, dat architectuur ontstaan is vanuit de nood aan beschutting. Hiernaast meent hij dat de ontwikkeling van architectuur, echter, zich verder zet via betekenis. In zijn Origin of Building zet hij uiteen dat de eerste aanzet tot goede architectuur de Ark van Noah was. Deze lijn werd volgens hem verder gezet met de realisatie van de Tempel van Salomon. Wood neemt belangrijke (vaak religieuze) werken uit de Oudheid en projecteert deze op zijn eigen ontwerpen, omwille van hun symboliek. Zo ontstaat volgens hem goede architectuur. Daarnaast stond Wood erom bekend dat hij weinig praktische kennis bezat. Ten slotte hield Wood zich vooral bezig met stedelijke interventies. Wanneer hij zich, verder in het proces, bezigde met een ontwerp van een dergelijke stedelijke ingreep beperkte hij zich meestal tot de façade.

### Llandaff Cathedral
Uiterst expliciet past hij dit principe toe bij de renovatie van de Llandaff Cathedral in Wales. Wood probeert te bewijzen dat het grondplan van de kathedraal overeenkomt met het grondplan van de Tempel van Salomon en dat het schip van het gebouw dezelfde maten heeft als de Ark van Noah. Op deze manier laadt hij zijn ontwerp op met religieuze symboliek. Volgens hem ontstaat er zodanig goede architectuur.

### John Wood en de stad
Wood is vooral bekend geworden om zijn stedelijke interventies in Bath. Ook hier probeert hij in zijn ontwerp de stad met betekenis op te laden. De drie werken die Bath het meest hebben getransformeerd zijn het Royal Forum, het Imperial Gymnasium en het Circus. Een expliciet voorbeeld uit vroegere tijden, zoals hierboven uitgelegd voor de Llandaff Cathedral, was onmogelijk bij zijn stedelijke ingrepen. Er is geen stad uit de Oudheid welke overeenkomt met het grondplan van Bath, dus deze ontwerpmogelijkheid was uitgesloten. Wood draait de argumentatie om. Hij stelt dat Bath ten tijde van de pre-Romeinse periode de zetel van Apollo was en dat nabijgelegen Stanton Drew een universiteit voor druïden geweest zou zijn.⁸ Deze fictieve geschiedenis die Wood bedenkt en opschrijft is de basis voor al zijn ontwerpen.
Hij beschrijft ook dat de overblijfselen van Stonehenge een deel uitmaakten van deze oude nederzetting. ‘The mysteries of the druidical profession appearing therefore to have been preserved and locked up from the vulgar in the Public Edifices of our Priests of the Oak, I then began to consider Stonehenge.. as the Chief Works of the Island’.